# Adygejczycy
Adygejczycy, nazwa własna Adyge – naród, zamieszkujący przeważnie Adygeę, posługujący się językiem adygejskim. W 1959 roku liczba Adygejczyków wynosiła około 80 tysięcy osób, w 1994 roku – 128 500.
Przodkowie Adygejczyków byli autochtonicznymi mieszkańcami północno-zachodnich obszarów Kaukazu. Na ich rozwój narodowy wpływały ludy, które podczas wędrówek przechodziły lub osiedlały się na ich terytoriach: Scytowie, Sarmaci, Alanowie i in. W XIII–XIV wieku część plemion adygejskich – kabardyńskie – oddzieliła się od głównego trzonu, by się przenieść nad rzekę Terek. Zachodni Adygejczycy – Czerkiesi – zasiedlali natomiast wybrzeże Morza Czarnego i obszary na południe od Kubania. Na przełomie XVIII–XIX wieku zachodni Adygejczycy objęli swoimi wpływami drobne plemiona Szapsugów, Abchazów, Natuchajów, Temirgojów itd.
W latach dwudziestych XIX wieku Imperium Rosyjskie systematycznie podbijało obszar Adygei, co wywołało sprzeciw ludności. Pojedyncze plemiona jednoczyły się i organizowały powstania antyrosyjskie. W 1864 roku region został spacyfikowany, a kilkaset tysięcy Adygejczyków przesiedlono na Bliski Wschód. Część ludności przeniosła się na równiny. Po rewolucji październikowej 27 lipca 1922 roku utworzono Adygejski Obwód Autonomiczny, który w 1937 roku włączono do Kraju Krasnodarskiego. W 1991 roku, po rozpadzie ZSRR, powstała Republika Adygea w składzie Federacji Rosyjskiej.
Społeczeństwo adygejskie dzieli się na wielkie rodziny z kilkudziesięcioma członkami. Na czele rodziny stoi patriarcha, pozycja kobiety jest także silna. Adygejczycy praktykują zwyczaj oddawania dziecka na wychowanie do innej rodziny (atałyczestwo – аталычество). Ich ludowe pieśni mają charakter liryczny i heroiczny. Elementem folkloru jest epos o Nartach. Rodzime wierzenia Adygejczyków zawierają elementy kultu drzew, lasów. Od XVIII wieku w większości wyznają islam sunnicki.
Podstawą gospodarki Adygejczyków jest rolnictwo, hodowla, sadownictwo, uprawa winorośli. Rozwinęli rzemieślnictwo: tkactwo, rzeźba w kamieniu i drewnie, haftowanie złotem i srebrem, wyprawianie skór.